# بیتی ۲۹۲۵
سیارک ۲۹۲۵ (به انگلیسی: 2925 Beatty، نامگذاری:1978VC5) دو هزار و نهصد و بیست و پنجمین سیارک کشف شده‌است که در ۷ نوامبر ۱۹۷۸ کشف شد.
قدر مطلق سیارک برابر ۱۴٫۰۰ است.